# Plivanje na OI 2000.

## Pojedinačna natjecanja

### 50 m slobodno
| Mjesto | Država     | Plivač                    | Vrijeme |
| ------ | ---------- | ------------------------- | ------- |
| 1.     | SAD        | Anthony Ervin             | 21,98 s |
| 1.     | SAD        | Gary Hall Jr.             | 21,98 s |
| 3.     | Nizozemska | Pieter van den Hoogenband | 22,03 s |

| Mjesto | Država     | Plivačica         | Vrijeme |
| ------ | ---------- | ----------------- | ------- |
| 1.     | Nizozemska | Inge de Bruijn    | 24,32 s |
| 2.     | Švedska    | Therese Alshammar | 24,51 s |
| 3.     | SAD        | Dara Torres       | 24,63 s |

### 100 m slobodno
| Mjesto | Država     | Plivač                    | Vrijeme |
| ------ | ---------- | ------------------------- | ------- |
| 1.     | Nizozemska | Pieter van den Hoogenband | 48,30 s |
| 2.     | Rusija     | Aleksandr Popov           | 48,69 s |
| 3.     | SAD        | Gary Hall Jr.             | 48,73 s |

| Mjesto | Država     | Plivačica         | Vrijeme |
| ------ | ---------- | ----------------- | ------- |
| 1.     | Nizozemska | Inge de Bruijn    | 53,83 s |
| 2.     | Švedska    | Therese Alshammar | 54,33 s |
| 3.     | SAD        | Dara Torres       | 54,43 s |
|        | SAD        | Jenny Thompson    | 54,43 s |

### 200 m slobodno
| Mjesto | Država     | Plivač                    | Vrijeme          |
| ------ | ---------- | ------------------------- | ---------------- |
| 1.     | Nizozemska | Pieter van den Hoogenband | 1:45,35 min (WR) |
| 2.     | Australija | Ian Thorpe                | 1:45,83 min      |
| 3.     | Italija    | Massimiliano Rosolino     | 1:46,65 min      |

| Mjesto | Država     | Plivačica         | Vrijeme     |
| ------ | ---------- | ----------------- | ----------- |
| 1.     | Australija | Susie O’Neill     | 1:58,24 min |
| 2.     | Slovačka   | Martina Moravcová | 1:58,32 min |
| 3.     | Kostarika  | Claudia Poll      | 1:58,81 min |

### 400 m slobodno
| Mjesto | Država     | Plivač                | Vrijeme          |
| ------ | ---------- | --------------------- | ---------------- |
| 1.     | Australija | Ian Thorpe            | 3:40,59 min (WR) |
| 2.     | Italija    | Massimiliano Rosolino | 3:43,40 min      |
| 3.     | SAD        | Klete Keller          | 3:47,00 min      |

| Mjesto | Država    | Plivačica      | Vrijeme     |
| ------ | --------- | -------------- | ----------- |
| 1.     | SAD       | Brooke Bennett | 4:05,80 min |
| 2.     | SAD       | Diana Munz     | 4:07,07 min |
| 3.     | Kostarika | Claudia Poll   | 4:07,83 min |

### 1500 m + 800 m slobodno
| Mjesto | Država     | Plivač         | Vrijeme      |
| ------ | ---------- | -------------- | ------------ |
| 1.     | Australija | Grant Hackett  | 14:48,33 min |
| 2.     | Australija | Kieren Perkins | 14:53,59 min |
| 3.     | SAD        | Chris Thompson | 14:56,81 min |

| Mjesto | Država   | Plivačica       | Vrijeme          |
| ------ | -------- | --------------- | ---------------- |
| 1.     | SAD      | Brooke Bennett  | 8:19,67 min (OR) |
| 2.     | Ukrajina | Jana Kločkova   | 8:22,66 min      |
| 3.     | SAD      | Kaitlin Sandeno | 8:24,29 min      |

### 100 m leđno
| Mjesto | Država     | Plivač            | Vrijeme      |
| ------ | ---------- | ----------------- | ------------ |
| 1.     | SAD        | Lenny Krayzelburg | 53,72 s (OR) |
| 2.     | Australija | Matt Welsh        | 54,07 s      |
| 3.     | Njemačka   | Stev Theloke      | 54,82 s      |

| Mjesto | Država     | Plivačica         | Vrijeme          |
| ------ | ---------- | ----------------- | ---------------- |
| 1.     | Rumunjska  | Diana Mocanu      | 1:00,21 min (OR) |
| 2.     | Japan      | Mai Nakamura      | 1:00,55 min      |
| 3.     | Španjolska | Nina Živanevskaja | 1:00,89 min      |

### 200 m leđno
| Mjesto | Država     | Plivač            | Vrijeme          |
| ------ | ---------- | ----------------- | ---------------- |
| 1.     | SAD        | Lenny Krayzelburg | 1:56,76 min (OR) |
| 2.     | SAD        | Aaron Peirsol     | 1:57,35 min      |
| 3.     | Australija | Matt Welsh        | 1:57,59 min      |

| Mjesto | Država    | Plivačica          | Vrijeme     |
| ------ | --------- | ------------------ | ----------- |
| 1.     | Rumunjska | Diana Mocanu       | 2:08,16 min |
| 2.     | Francuska | Roxana Mărăcineanu | 2:10,25 min |
| 3.     | Japan     | Miki Nakao         | 2:11,05 min |

### 100 m prsno
| Mjesto | Država  | Plivač              | Vrijeme          |
| ------ | ------- | ------------------- | ---------------- |
| 1.     | Italija | Domenico Fioravanti | 1:00,46 min (OR) |
| 2.     | SAD     | Ed Moses            | 1:00,73 min      |
| 3.     | Rusija  | Roman Sludnow       | 1:00,91 min      |

| Mjesto | Država     | Plivačica      | Vrijeme          |
| ------ | ---------- | -------------- | ---------------- |
| 1.     | SAD        | Megan Quann    | 1:07,05 min (OR) |
| 2.     | Australija | Leisel Jones   | 1:07,49 min      |
| 3.     | JAR        | Penelope Heyns | 1:07,55 min      |

### 200 m prsno
| Mjesto | Država  | Plivač              | Vrijeme     |
| ------ | ------- | ------------------- | ----------- |
| 1.     | Italija | Domenico Fioravanti | 2:10,87 min |
| 2.     | JAR     | Terence Parkin      | 2:12,50 min |
| 3.     | Italija | Davide Rummolo      | 2:12,73 min |

| Mjesto | Država   | Plivačica    | Vrijeme          |
| ------ | -------- | ------------ | ---------------- |
| 1.     | Mađarska | Ágnes Kovács | 2:24,35 min (OR) |
| 2.     | SAD      | Kristy Kowal | 2:24,56 min      |
| 3.     | SAD      | Amanda Beard | 2:25,35 min      |

### 100 m leptir
| Mjesto | Država     | Plivač         | Vrijeme      |
| ------ | ---------- | -------------- | ------------ |
| 1.     | Švedska    | Lars Frölander | 52,00 s (OR) |
| 2.     | Australija | Michael Klim   | 52,18 s      |
| 3.     | Australija | Geoff Huegill  | 52,22 s      |

| Mjesto | Država     | Plivačica         | Vrijeme      |
| ------ | ---------- | ----------------- | ------------ |
| 1.     | Nizozemska | Inge de Bruijn    | 56,61 s (WR) |
| 2.     | Slovačka   | Martina Moravcová | 57,97 s      |
| 3.     | SAD        | Dara Torres       | 58,20 s      |

### 200 m leptir
| Mjesto | Država     | Plivač          | Vrijeme          |
| ------ | ---------- | --------------- | ---------------- |
| 1.     | SAD        | Tom Malchow     | 1:55,35 min (OR) |
| 2.     | Ukrajina   | Denis Sylantjew | 1:55,76 min      |
| 3.     | Australija | Justin Norris   | 1:56,17 min      |

| Mjesto | Država     | Plivačica     | Vrijeme          |
| ------ | ---------- | ------------- | ---------------- |
| 1.     | SAD        | Misty Hyman   | 2:05,88 min (OR) |
| 2.     | Australija | Susie O’Neill | 2:06,58 min      |
| 3.     | Australija | Petria Thomas | 2:07,12 min      |

### 200 m mješovito
| Mjesto | Država  | Plivač                | Vrijeme          |
| ------ | ------- | --------------------- | ---------------- |
| 1.     | Italija | Massimiliano Rosolino | 1:58,98 min (OR) |
| 2.     | SAD     | Tom Dolan             | 1:59,77 min      |
| 3.     | SAD     | Tom Wilkens           | 2:00,87 min      |

| Mjesto | Država    | Plivačica         | Vrijeme          |
| ------ | --------- | ----------------- | ---------------- |
| 1.     | Ukrajina  | Jana Kločkova     | 2:10,68 min (OR) |
| 2.     | Rumunjska | Beatrice Căslaru  | 2:12,57 min      |
| 3.     | SAD       | Cristina Teuscher | 2:13,32 min      |

### 400 m mješovito
| Mjesto | Država | Plivač       | Vrijeme          |
| ------ | ------ | ------------ | ---------------- |
| 1.     | SAD    | Tom Dolan    | 4:11,76 min (WR) |
| 2.     | SAD    | Erik Vendt   | 4:14,23 min      |
| 3.     | Kanada | Curtis Myden | 4:15,33 min      |

| Mjesto | Država    | Plivačica        | Vrijeme          |
| ------ | --------- | ---------------- | ---------------- |
| 1.     | Ukrajina  | Jana Kločkova    | 4:33,59 min (WR) |
| 2.     | Japan     | Yasuko Tajima    | 4:35,96 min      |
| 3.     | Rumunjska | Beatrice Căslaru | 4:37,18 min      |

## Štafetna natjecanja

### 4x100 m slobodno
| Mjesto | Država     | Plivači                                                    | Vrijeme          |
| ------ | ---------- | ---------------------------------------------------------- | ---------------- |
| 1.     | Australija | Michael Klim Chris Fydler Ashley Callus Ian Thorpe         | 3:13,67 min (WR) |
| 2.     | SAD        | Anthony Ervin Neil Walker Jason Lezak Gary Hall Jr.        | 3:13,86 min      |
| 3.     | Brazil     | Fernando Scherer Gustavo Borges Carlos Jayme Edvaldo Filho | 3:17,40 min      |

| Mjesto | Država     | Plivačice                                                             | Vrijeme          |
| ------ | ---------- | --------------------------------------------------------------------- | ---------------- |
| 1.     | SAD        | Amy van Dyken Dara Torres Courtney Shealy Jenny Thompson              | 3:36,61 min (WR) |
| 2.     | Nizozemska | Manon van Rooijen Wilma van Rijn Thamar Henneken Inge de Bruijn       | 3:39,83 min      |
| 3.     | Švedska    | Louise Jöhnke Therese Alshammar Johanna Sjöberg Anna-Karin Kämmerling | 3:40,30 min      |

### 4x200 m slobodno
| Mjesto | Država     | Plivači                                                                | Vrijeme          |
| ------ | ---------- | ---------------------------------------------------------------------- | ---------------- |
| 1.     | Australija | Ian Thorpe Michael Klim Todd Pearson William Kirby                     | 7:07,05 min (WR) |
| 2.     | SAD        | Scott Goldblatt Josh Davis Jamie Rauch Klete Keller                    | 7:12,64 min      |
| 3.     | Nizozemska | Martijn Zuijdweg Johan Kenkhuis Marcel Wouda Pieter van den Hoogenband | 7:12,70 min      |

| Mjesto | Država     | Plivačice                                                              | Vrijeme          |
| ------ | ---------- | ---------------------------------------------------------------------- | ---------------- |
| 1.     | SAD        | Samantha Arsenault Diana Munz Lindsay Benko Jenny Thompson             | 7:57,80 min (OR) |
| 2.     | Australija | Susie O’Neill Giaan Rooney Kirsten Thomson Petria Thomas               | 7:58,52 min      |
| 3.     | Njemačka   | Franziska van Almsick Antje Buschschulte Sara Harstick Kerstin Kielgaß | 7:58,64 min      |

### 4x100 m mješovito
| Mjesto | Država     | Plivači                                                     | Vrijeme          |
| ------ | ---------- | ----------------------------------------------------------- | ---------------- |
| 1.     | SAD        | Lenny Krayzelburg Ed Moses Ian Crocker Gary Hall Jr.        | 3:33,73 min (WR) |
| 2.     | Australija | Matt Welsh Regan Harrison Geoff Huegill Michael Klim        | 3:35,27 min      |
| 3.     | Njemačka   | Stev Theloke Jens Kruppa Thomas Rupprath Torsten Spanneberg | 3:35,88 min      |

| Mjesto | Država     | Plivačice                                               | Vrijeme          |
| ------ | ---------- | ------------------------------------------------------- | ---------------- |
| 1.     | SAD        | Barbara Bedford Megan Quann Jenny Thompson Dara Torres  | 3:58,30 min (WR) |
| 2.     | Australija | Dyana Calub Leisel Jones Petria Thomas Susie O’Neill    | 4:01,59 min      |
| 3.     | Japan      | Mai Nakamura Masami Tanaka Junko Onishi Sumika Minamoto | 4:04,16 min      |

## Objašnjenje kratica
- AF = Afrički rekord
- AM = Američki rekord
- AS = Azijski rekord
- ER = Europski rekord
- OC = Oceanijski rekord
- OR = Olimpijski rekord
- WR = Svjetski rekord